# Sam le pompier
Sam le pompier (Fireman Sam en anglais ; Sam Tân en gallois) est une série télévisée d'animation britannique pour la jeunesse réalisée dans un premier temps en stop-motion produite par Bumper Films (en), HIT Entertainment puis Mattel Television (en). Elle est diffusée entre 1987 et 1994 sur S4C et BBC One, en 2005 sur CBeebies, depuis 2008 sur Cartoonito (en) et depuis 2012 sur Channel 5.
En France, elle est diffusée à partir du 18 octobre 1990 sur Antenne 2[réf. nécessaire], la série de 2008 a été diffusée pour la première fois le 29 août 2009 dans l'émission sur France 5 dans Debout les Zouzous puis Okoo en 2019, sur Piwi+ depuis le 8 mai 2011 et sur France 4 depuis novembre 2014. 
Au Québec, elle est diffusée sur Télé-Québec.

## Synopsis
Les aventures du pompier Sam et de l'équipe à laquelle il appartient, à Pontypandy, petit village dans le sud du Pays de Galles (dont le nom est une combinaison des noms de deux villes qui existent réellement : Pontypridd et Tonypandy).

## Histoire
Sam le pompier est apparu pour la première fois sur S4C le 1er novembre 1987 et quelques semaines plus tard sur BBC1 le 17 novembre. La série originale s'est terminée en 1994 et une nouvelle série élargissant la distribution des personnages a débuté en 2003. La série a également été présentée sous le nom de Sam Smalaidh en gaélique écossais en Écosse. La série a été vendue dans plus de 40 pays et a été utilisée partout au Royaume-Uni pour promouvoir la sécurité incendie.
La chanson thème a été interprétée par Mal Pope dans un style rock classique de 1987 à 1994, puis par un autre chanteur, Cameron Stewart, dans un style rock alternatif des années 2000 depuis la diffusion du nouvel épisode de 2003.

## Personnages

### Personnnages principaux
| Nom anglais            | Nom français             | Personnalité                                                         | Rôle                            | Voix                                          |
| ---------------------- | ------------------------ | -------------------------------------------------------------------- | ------------------------------- | --------------------------------------------- |
| Sam Jones              | Sam Joineau              | Héros de la série                                                    | Pompier Héros                   | Andrew Hodwitz (VO) Éric Aubrahn (VF)         |
| Elvis Cridlington      | Elvis Portillon          | Il est un peu bête et aime le rock n'roll                            | Pompier                         | Andrew Hodwitz (VO) Maxime Baudouin (VF)      |
| Penny Morris           | Julie Morris             | Elle est très courageuse                                             | Pompier Garde Côtière           | Ashley Magwood (VO) Marianne Leroux (VF)      |
| Station Officer Steele | Commandant Ernest Steele | Il est très sévère et sérieux, il appelle souvent Elvis "Portillon". | Chef des Pompiers de Pontypandy | David Carling (VO Bernard Demory (VF)         |
| Ellie Philips          | Ellie Philips            |                                                                      | Pompier                         | Alexandra Mardell (VO) Caroline Frossard (VF) |
| Arnold McKinley        | Arnold Martineau         |                                                                      | Pompier                         | John Hasler (VO) Benjamin Bollen (VF)         |

### Personnages secondaires
| Nom anglais              | Nom français        | Personnalité | Rôle                                   | Doubleur                                                                         |
| ------------------------ | ------------------- | --- | -------------------------------------- | -------------------------------------------------------------------------------- |
| Dilys Price              | Denise Prime        | C’est la mère de Nicolas, elle peut avoir peur de n’importe quoi. Elle est amoureuse de Tristan. | Supérieur de l’épicerie                | Su Douglas (VO) Valérie Nosrée (VF)                                              |
| Mike Flood               | Max Carreau         | C’est le père de Marie, il bricole de nombreuses choses. Il peut parfois se vanter ou faire une bêtise accidentelle. | Bricoleur                              | David Carling (VO) Antoine Nouel (VF)                                            |
| Helen Flood              | Hélène Carreau      | Femme de Max, une infirmière. | Infirmière                             | Ayesha Antoine (VO) Delphine Braillon (VF)                                       |
| Browyn Jones             | Béatrice Joineau    | | Supérieur du petit café                | Tegwen Tucker (VO) Brigitte Virtudes (VF) S1 à S7                                |
| Trevor Evans             | Tristan Volant      | | Chauffeur de bus et ancien pompier     | David Carling S1 à S6 Gary Wilmot Depuis S7 (VO) Julien Kramer (VF)              |
| Tom Thomas               | Tom Thomas          | | Pilote d’hélicoptère                   | David Carling (VO) Julien Kramer (VF)                                            |
| Charlie Jones            | Charlie Joineau     | | Pêcheur                                | Steven Kynman (VO) Emmanuel Karsen (VF)                                          |
| Chief Fire Officer Boyce | Colonel Boyce       | | Chef des pompiers de Villeneuve        | David Carling (VO) Marc Bretonnière (VF)                                         |
| Moose Roberts            | Martin Grizzly      | | Gérant du centre d’activité montagnard | Nigel Whitmey (VO) Antoine Nouel (VF)                                            |
| Mrs. Chen                | Madame Chen         | | Professeur d’école                     | Tegwen Tucker (2012-2020) Siu-see Hung (Depuis 2021) (VO) Delphine Braillon (VF) |
| Gareth Griffiths         | Gaston Joineau      | | Chauffeur de train                     | Emmanuel Karsen (VF)                                                             |
| Ben Hooper               | Ben Hooper          | | Garde-côte                             | Alex Lowe (VO) Yann Le Madic (VF)                                                |
| Joe Sparkes              | Joe Barquette       | | Garagiste                              | Alex Lowe (VO) Marc Bretonnière (VF)                                             |
| Lizzie Sparkes           | Lizzie Barquette    | | Vétérinaire                            | Jo Wyatt (VO) Brigitte Virtudes (VF)                                             |
| Bella Lasagne            | Bella Lasagne       | Cheffe italienne ayant un grand amour envers la pizza | Supérieur du restaurant                | Harriet Kershaw (VO) Brigitte Virtudes (VF) S1 à S7                              |
| Jerry Lee Cridlington    | Jerry Portillon     | C'est le cousin de Elvis | Pompier                                | Steven Kynman (VO) Benjamin Bollen (VF)                                          |
| Professor Pickles        | Étienne Barbichette | | Conservateur                           | Alex Lowe (VO) Marc Bretonnière (VF)                                             |
| Buck Douglas             | Matt Pulsar         | | Informateur                            | David Tennant (VO) Benjamin Pascal (VF)                                          |
| Flex Dexter              | Flex Dexter         | Se considère comme l'un des meilleurs acteurs de l'industrie hollywoodienne, du matériel d'acteur principal, rien de moins que cela et il devient très jaloux et déterminé à faire n'importe quoi pour obtenir ce qu'il veut, quelles que soient les conséquences. Apparu dans "Sam le pompier les feux de la rampe" | Acteur                                 | John Barrowman (VO) Constantin Pappas (VF)                                       |
| Malcolm Williams         | Malcolm Williams    | | Policier                               | Colin McFarlane (VO) Jean-Paul Pitolin (VF)                                      |
| Rose Ravani              | Rose Ravani         | | Capitaine de police                    | Sasha Behar (VO) Annie Milon (VF)                                                |
| Jodie Philips            | Judith Philips      | Sœur d'Ellie | Nageuse                                | Ayesha Antoine (VO) Anouck Hautbois (VF)                                         |
| Professor Polonium       | Professeur Polonium | Scientifique apparu dans l'épisode spécial "Sam le pompier et le mystérieux super héros" | Scientifique                           | Denise Van Outen (VO) Claire Morin (VF)                                          |
| Doctor Crumpton          | Docteur Crampon     | Scientifique et assistant du Professeur Polonium apparu dans l'épisode spécial "Sam le pompier et le mystérieux super héros" | Scientifique et assistant              | Schiste de Kerry (VO) Gérard Surugue (VF)                                        |
| Krystyna Kaminski        | Krystyna Kaminski   | Ami de longue date de Tom venant de la même académie de pilotage, elle est très talentueuse. | Pilote de sauvetage                    | Krystyna O'Brien (VO) Charlotte Correa (VF)                                      |

| Nom anglais    | Nom français     | Personnalité                                                                                                   | Doubleur                                                                    |
| -------------- | ---------------- | --- | --------------------------------------------------------------------------- |
| Norman Price   | Nicolas Prime    | Enfant qui ne fait que des bêtises, ses bêtises deviennent vite dangereuses, ce qui fait appeler les pompiers. | Steven Kynman (VO) Elisabeth Landwerlin (VF)                                |
| Mandy Flood    | Marie Carreau    | Enfant intelligente qui comprend bien la nature.                                                               | Su Douglas (2008-2020) Ayesha Antoine (Depuis 2021) (VO) Cécile Vigne (VF)  |
| Sarah Jones    | Sarah Joineau    | Nièce de Sam, sœur jumelle de Matthieu.                                                                        | Tegwen Tucker (VO) Anouck Hautbois (VF)                                     |
| James Jones    | Matthieu Joineau | Neveu de Sam, frère jumeau de Sarah.                                                                           | Steven Kynman (2008-2010) John Hasler (Depuis 2012) (VO) Yann le Madic (VF) |
| Derek Price    | Damien Prime     | Cousin de Nicolas, il est très gentil, mais Nicolas le force à faire des bêtises.                              | Steven Kynman (VO) Valérie Nosrée (VF)                                      |
| Lily Chen      | Lily Chen        | Fille de Madame Chen, elle aime jouer avec Marie.                                                              | Su Douglas (2012-2020) Siu-see Hung (Depuis 2021) (VO) Valérie Nosrée (VF)  |
| Hannah Sparkes | Hannah Barquette | Fille de Joe et de Lizzie                                                                                      | Jo Wyatt (VO) Delphine Braillon (VF)                                        |
| Peter Kaminski | Pierre Kaminski  | Petit frère de Krystyna.                                                                                       | Arthur Smith Galiano (VO) Estelle Darazi (VF)                               |

| Nom anglais | Nom français | Race   | Lien                             | Rôle            |
| ----------- | ------------ | ------ | -------------------------------- | --------------- |
| Radar       | Radar        | Chien  | Chien de la caserne des pompiers | Chien Sauveteur |
| Lambykins   | Toudou       | Mouton |                                  |                 |
| Junior      | Junior       | Mouton |                                  |                 |
| Lion        | Lion         | Chat   | Chat de la famille Joineau       |                 |
| Nipper      | Capteur      | Chien  | Chien de Gaston                  |                 |

### Véhicules
| Nom       | Rôle                                               |
| --------- | -------------------------------------------------- |
| Jupiter   | Camion de pompier, conduit par Sam                 |
| Vénus     | 4x4 tout terrain, conduit par Julie                |
| Wallaby 1 | Hélicoptère de Tom Thomas                          |
| Neptune   | Bateau de sauvetage, généralement piloté par Julie |
| Mercure   | Quad                                               |
| Saturne   | Drone télécommandé, Elvis est le principal pilote  |
| Bessie    | Locomotive pompier, fierté du Commandant Steele    |
| Titan     | Bateau pompe, Ben est le pilote principal          |
| Juno      | jet ski                                            |
| Hydrus    | Véhicule Amphibie à 6 roues                        |
| Phénix    | Camion grue des pompiers.                          |
| Wallaby 2 | Hélicoptère plus grand et puissant que Wallaby 1   |

## Série 1987-1995
Sam le pompier a eu une version Stop-Motion qui a été produite par Bumper Films, cette version comptait 4 saisons avec 8 épisodes
En France, elle a été rarement connue, aucun DVD, ni VHS de la version 1987 en français.

## Série 2003-2005
Entre 2003 et 2005, une nouvelle série en Stop-Motion a été produite par Siriol Production, comprenant 26 épisodes, chacun d'une durée de 10 minutes. 
Elle a été diffusée sur Playhouse Disney dans les années 2000-2010
Ces épisodes ont été regroupés sur 3 DVD en version Française.

## Série depuis 2008
en France sur France 5 dans Debout Les Zouzous depuis le 29 août 2009 et depuis le 8 mai 2011 sur Piwi+.

## Films de la série
- Sam le Pompier : Le Grand incendie de Pontypandy (2009)
- Sam le Pompier : Héros en action (2014)
- Sam le pompier : Alerte extraterrestre (2016)
- Sam le pompier : Les Feux de la rampe (2018)
- Sam le pompier et le mystérieux super héros (2021)